# Angolapitta
De Angolapitta (Pitta angolensis) is een vogelsoort uit de familie van pitta's (Pittidae).

## Kenmerken
De Angolapitta is 20 cm lang. Het is een vrij grote pitta, donkergroen van boven, zwarte kruin, met een licht okerkleurige wenkbrauwstreep. Vlekken op de vleugeldekveren en de stuit zijn glanzend groenblauw. De keel is lichtgeel en geleidelijk verandert deze kleur via de borst naar diep karmijnrood op de buik.

## Verspreiding en leefgebied
De Angolapitta komt voor in westelijk, centraal en oostelijk Afrika. Het is een vogel van dichte bossen maar het is gedeeltelijk ook een trekvogel die soms door licht wordt aangetrokken en dan op totaal andere plaatsen wordt aangetroffen. De vogel heeft een verborgen leefwijze en wordt daarom niet vaak gezien. Zoals alle soorten pitta's leeft de Angolapitta op de bodem van dichte bossen.
De soort telt drie ondersoorten:
- P. a. pulih: van Sierra Leone tot westelijk Kameroen.
- P. a. angolensis: van zuidwestelijk Kameroen tot noordwestelijk Angola.
- P. a. longipennis: van zuidoostelijk Congo-Kinshasa tot zuidoostelijk Tanzania en noordoostelijk Zuid-Afrika.

## Status
De grootte van de populatie is niet gekwantificeerd, maar er is geen aanleiding te veronderstellen dat de soort bedreigd wordt in zijn voortbestaan, daarom staat de Angolapitta als niet bedreigd op de Rode Lijst van de IUCN.